# Tom Wilson (producent)
Tom Wilson (* jako Thomas Blanchard Wilson Jr. 25. března 1931 – 6. září 1978) byl americký hudební producent, který produkoval několik alb Boba Dylana, Franka Zappy Paula Simona a Arta Garfunkela. Produkoval také jednu skladbu z debutového alba newyorské rockové skupiny The Velvet Underground The Velvet Underground and Nico z roku 1967 a celé jejich druhé album White Light/White Heat z roku 1968.